# Poecilopsis errans
Poecilopsis errans là một loài bướm đêm trong họ Geometridae.